# Mạnh Khang (Tam Quốc)
Mạnh Khang (chữ Hán: 孟康, ? – ?), tên tự là Công Hưu, người An Bình , là quan viên, học giả nhà Tào Ngụy thời Tam Quốc trong lịch sử Trung Quốc. Trước tác tiêu biểu của ông là Hán thư âm nghĩa.

## Cuộc đời
Khang nhờ có quan hệ họ hàng với Văn Đức Quách hoàng hậu, trong những năm Hoàng Sơ (220 – 226), được thụ cửu thân tứ bái, rồi chuyển làm Tán kỵ thị lang.   Có thuyết nói Khang là cháu 18 đời của Mạnh tử. Bấy giờ Tán kỵ thị lang đều là nhân tài Nho học nổi danh, chỉ Khang nhờ quan hệ mà dự vào, nên bị mọi người xem thường, gọi là A Cửu . Khang vốn tài hoa, mẫn tiệp, nhân ở chức quan nhàn, ra sức học tập, bộc lộ văn tài, ngày càng được mọi người chú ý. 
Trong niên hiệu Chánh Thủy (240 – 249), Khang được làm Hoằng Nông thái thú, lĩnh Điển nông hiệu úy. Trong thời gian ở Hoằng Nông, Khang làm việc liêm khiết, hành xử khiêm tốn, không để án kiện tồn đọng, luôn lo nghĩ làm lợi cho dân. Quận có hơn 200 viên lại, Khang chỉ giữ lại một phần tư, nhưng luôn đảm bảo hiệu suất công việc, tuyệt đối không hứa suông. Khang răn đe đốc bưu không được gây chuyện, nghiêm cấm thói xét nét đồng liêu của họ. Khang luôn khuyên dạy bộ hạ giữ gìn liêm chính; tại nhiệm sở ông tự tay cắt cỏ cho ngựa; công cán ở ngoài thì đem theo không quá 10 người, nghỉ ngơi dưới cây chứ không vào công xá hay nhà dân; khách lỡ đường nếu không có công văn thì không được tiếp đãi ở công xá, nếu ông nhận là người quen cũ, thì tự lấy của nhà chi trả cho họ. Quan dân ở Hoằng Nông dẫu biết danh vọng của Khang, nhưng cho rằng ông thiếu kinh nghiệm, không lấy làm tin cậy, đến lúc này đều ca ngợi ông. 
Cuối niên hiệu Gia Bình (249 – 254), Khang đang ở chức Bột Hải thái thú, được trưng về triều làm Trung thư lệnh, sau chuyển làm Giám. 
Không rõ hậu sự của Khang.

## Trước tác
Trước tác tiêu biểu của Khang là Hán thư âm nghĩa, ở đời Lương còn 9 quyển, sang đời Tùy không còn.  Hán thư âm nghĩa có thành tựu rất cao về mặt huấn cổ cũng như khảo cứ, vì thế học giả đời sau chú giải kinh tịch thường mượn sách này để viện dẫn, VD: Nhan Sư Cổ – Hán thư tập chú, Sử ký tam gia chú (bao gồm Bùi Nhân (Lưu Tống) – Sử ký tập giải, Tư Mã Trinh (Đường) – Sử ký tác ẩn, Trương Thủ Tiết (Đường) – Sử ký chánh nghĩa), Lịch Đạo Nguyên – Thủy kinh chú, Lý Thiện – Văn tuyển chú và Hồ Tam Tỉnh – Tư trị thông giám chú. Học giả cuối đời Thanh là Dương Thủ Kính tập hợp chú giải của Khang từ 4 trong những bộ sách nói trên là Hán thư tập chú, Sử ký tam gia chú, Thủy kinh chú và Văn tuyển chú, làm nên Hán thư nhị thập tam gia chú sao – Mạnh Khang, khôi phục phần nào diện mạo của Hán thư âm nghĩa.

## Có một Mạnh Khang khác
Tấn thư quyển 42, liệt truyện 12 – Vương Tuấn truyện có nhắc đến “Thái tử tẩy mã Mạnh Khang”, được nhiều sử gia đời sau khẳng định là một nhân vật khác .

## Khảo chứng
1. ^  Bùi Tùng Chi chú giải Trần Thọ – Tam quốc chí quyển 16, Ngụy thư 16 – Đỗ Thứ truyện, dẫn Ngư Hoạn – Ngụy lược: Khang tự Công Hưu, người An Bình nhân. Hoàng Sơ trung, nhờ có ngoại thuộc với Quách hậu, đều thụ cửu thân tứ bái, liền chuyển làm Tán kỵ thị lang. Lư Bật – Tam quốc chí tập giải chú: Quách hậu cũng là người Quảng Tông, An Bình, Quách hậu truyện chép “con trai chị của hậu là Mạnh Vũ”. Nên nói rằng Quách hậu có ngoại thuộc.[6]
2. ^  Trần, Bùi – tlđd: Bấy giờ, Tán kỵ đều lấy cao tài anh nho sung vào tuyến ấy [7], nhưng Khang chỉ nhờ phi tường lẫn vào bọn họ, nên người khi ấy đều xem thường ông, đặt hiệu là A Cửu. Khang đã tài mẫn, nhờ tại nhũng quan, bác đọc thư truyện, về sau có chỗ đàn bác, văn của ông nghĩa nhã và thiết yếu, chúng nhân bèn thêm gia ý.
3. ^  Trần, Bùi – tlđd: Chánh Thủy trung, ra làm Hoằng Nông, lĩnh Điển nông hiệu úy. Khang đến quan, thanh kỷ phụng chức, tốt lành nhưng khoe mình bất năng, xét hết án kiện, xem dân muốn gì, nhân đó mà làm lợi cho họ. Quận lĩnh lại hơn 200 người, qua xuân khiển hưu, thường bốn phần khiển một. Sự không có túc nặc [8], thì ra án hành [9], đều dự sắc [10] đốc bưu bình thủy [11],không được lệnh thuộc quan khiển người tham hậu [12], tu thiết [13] khúc kính [14]. Lại không muốn phiền tổn lại dân, thường dự sắc lại tốt, làm gì đều giữ liêm, sở tại tự cắt cỏ cho ngựa, không dừng đình truyện [15], lộ túc [16] dưới cây, lại đem theo thường không quá 10 người. Đạo lộ trong quận, kỳ chư [17] khách quá tân [18], tự trái phép công thì không chỗ nào xuất cấp [19]; bằng như tri cựu [20] đến, tự xuất ở nhà. Khang lúc mới bái, chúng nhân tuy biết ông có chí lượng, lấy ông chưa từng làm Tể, Mục, không chịu nổi năng lực của ông; nhưng Khang ân trạch sánh năng lực như thế, lại dân xưng ca vậy.
4. ^  Trần, Bùi – tlđd: Gia Bình mạt, từ Bột Hải Thái thú trưng nhập làm Trung thư lệnh, sau chuyển làm Giám.
5. ^  Tùy thư quyển 33, chí 28 – Kinh tịch chí 2: Lương có Hán thư Mạnh Khang âm 9 quyển,... đều mất.